# Dedekind-zèta-functie
In de algebraïsche getaltheorie, een deelgebied van de wiskunde, is de dedekind-zèta-functie van een algebraïsch getallenlichaam {\displaystyle K}, algemeen aangeduid door {\displaystyle \zeta _{K}(s)}, een generalisatie van de riemann-zèta-functie. De riemann-zèta-functie, die een speciaal geval is waarin {\displaystyle K} het lichaam van de rationale getallen {\displaystyle \mathbb {Q} } is. 
In het bijzonder kan de dedekind-zèta-functie worden gedefinieerd als een dirichletreeks. De dedekind-zèta-functie heeft een euler-product-expansie, voldoet aan een functionaalvergelijking en heeft een analytische voortzetting tot een meromorfe functie op het complexe vlak {\displaystyle \mathbb {C} } met slechts een enkelvoudige pool in {\displaystyle s=1}. De uitgebreide riemann-hypothese stelt dat {\displaystyle \mathrm {Re} (s)=1/2} als {\displaystyle \zeta _{K}(s)=0} en {\displaystyle 0<\mathrm {Re} (s)<1}.
De dedekind-zèta-functie is genoemd naar Richard Dedekind, die deze functie in zijn aanvulling op Johann Dirichlets Vorlesungen über Zahlentheorie introduceerde.

## Definitie
De dedekind-zèta-functie {\displaystyle \zeta _{K}(s)} van het algebraïsch getallenlichaam {\displaystyle K} is gedefinieerd voor complexe getallen {\displaystyle s} met {\displaystyle \mathrm {Re} (s)>1}, door de dirichletreeks:
{\displaystyle \zeta _{K}(s)=\sum _{I\subseteq {\mathcal {O}}_{K}}{\frac {1}{(N_{K/\mathbb {Q} }(I))^{s}}}}
waarin {\displaystyle I} als waarden de niet-nulzijnde idealen van de ring van de gehele getallen {\displaystyle O_{K}} van {\displaystyle K} heeft, en {\displaystyle N_{K/\mathbb {Q} }(I)} de absolute norm van {\displaystyle I} is (die is gelijk aan de index {\displaystyle [O_{K}:I]} van {\displaystyle I} in {\displaystyle O_{K}} of equivalent aan de kardinaliteit van de quotiëntring {\displaystyle O_{K}/I}). Deze som convergeert absoluut voor alle complexe getallen {\displaystyle s} met {\displaystyle \mathrm {Re} (s)>1}. 

## Voetnoten
1. ↑  (en)  Narkiewicz, 2004, §7.4.1.